# Ian
Ian [ˈiːˌən] ist eine schottisch-gälische Variante des Vornamens Johannes. Weitere Varianten sind Iain, Eian und Eoin.

## Namensträger

### Vorname

#### A
- Ian Abercrombie (1934–2012), britischer Schauspieler
- Ian Affleck (1952–2024), kanadischer theoretischer Physiker
- Ian Agol (* 1970), US-amerikanischer Mathematiker
- Ian F. Akyildiz (* 1954), türkischer Informatiker und Ingenieur
- Ian Alexander (* 2001), US-amerikanischer Schauspieler
- Ian Allinson (* 1957), englischer Fußballspieler
- Ian Alsop (* 1943), britischer Bahnradsportler und späterer mexikanischer Radsporttrainer und Fahrradrahmenbauer
- Ian Anderson (* 1946), australischer Snookerspieler und Billardfunktionär
- Ian Anderson (* 1947), britischer Sänger
- Ian Anüll (* 1948), Schweizer Künstler
- Ian Arkwright (* 1959), englischer Fußballspieler
- Ian Armit (1929–1992), britischer Jazz- und Bluesmusiker
- Ian Ashbee (* 1976), englischer Fußballspieler
- Ian Ashley (* 1947), britischer Automobilrennfahrer
- Ian Ashworth (* 1987), südafrikanischer Eishockeyspieler
- Ian Astbury (* 1962), britischer Rocksänger
- Ian Athfield (1940–2015), neuseeländischer Architekt
- Ian Atkins (* 1957), englischer Fußballspieler und -trainer
- Ian Axford (1933–2010), neuseeländischer Astrophysiker
- Ian Ayres (* 1959), US-amerikanischer Rechtswissenschaftler und Hochschullehrer
- Ian Azzopardi (* 1982), maltesischer Fußballspieler

#### B
- Ian Bairnson (1953–2023), schottischer Musiker
- Ian Baker (* 1947), australischer Kameramann
- Ian Baker-Finch (* 1960), australischer Profigolfer
- Ian T. Baldwin (* 1958), US-amerikanischer Ökologe
- Ian Balfour, 2. Baron Balfour of Inchrye (1924–2013), britischer Peer, Politiker und Komponist
- Ian Ballinger (1925–2008), neuseeländischer Sportschütze
- Ian Banbury (* 1957), britischer Radsportler
- Ian Bancroft, Baron Bancroft (1922–1996), britischer Regierungsrat
- Ian Bannen (1928–1999), schottischer Film- und Theaterschauspieler
- Ian Bargh (1935–2012), britisch-kanadischer Jazzpianist
- Ian Barker (* 1966), britischer Segler
- Ian Barnes, britischer Regisseur
- Ian Beales, kanadischer Biathlet
- Ian Beattie (* 1965), britischer Schauspieler
- Ian Bell (1957–2016), britischer Motorradrennfahrer
- Ian Bell (* 1962), britischer Spieleentwickler
- Ian Berry (* 1934), englischer Fotograf und Fotojournalist
- Ian Bibby (* 1986), britischer Radrennfahrer
- Ian Black (* 1941), schottischer Schwimmer
- Ian Black (1954–2006), schottischer Snookerspieler
- Ian Blackford (* 1961), schottischer Politiker (SNP)
- Ian Blackwood (* 1941), australischer Hindernis- und Langstreckenläufer
- Ian Blair, Baron Blair of Boughton (1953–2025), britischer Polizeibeamter und Life Peer Mitglied des House of Lords
- Ian Blumers (* vor 1989), deutscher Kameramann
- Ian Bohen (* 1976), US-amerikanischer Schauspieler
- Ian Bostridge (* 1964), britischer Opernsänger (Tenor)
- Ian Boswell (* 1991), US-amerikanischer Radrennfahrer
- Ian Botham (* 1955), englischer Cricketspieler und Radio- und Fernseh-Kommentator
- Ian Bousfield (* 1964), Soloposaunist
- Ian Bowyer (* 1951), englischer Fußballspieler und -trainer
- Ian Boyd (* 1933), britischer Mittelstreckenläufer
- Ian Brady (1938–2017), britischer Serienmörder
- Ian Bremmer (* 1969), US-amerikanischer Politikwissenschaftler
- Ian Brennan (* um 1978), US-amerikanischer Schauspieler, Drehbuchautor und Produzent
- Ian Brockington (* 1935), britischer Psychiater
- Ian Brooker (1934–2016), australischer Botaniker
- Ian Broudie (* 1958), britischer Popmusiker
- Ian Brown (* 1954), australischer Segler
- Ian Brown (* 1963), britischer Rockmusiker
- Ian Browne (1931–2023), australischer Bahnradsportler
- Ian Brownlie (1932–2010), britischer Rechtswissenschaftler
- Ian Brumby (* 1964), englischer Snookerspieler
- Ian Bryce (* 1956), britischer Produzent
- Ian Brzezinski (* 1963), US-amerikanischer Experte für Außenpolitik und Militärangelegenheiten
- Ian Buchanan (1932–2008), britischer Publizist
- Ian Buchanan (* 1957), schottischer Schauspieler
- Ian Burgess (1930–2012), britischer Automobilrennfahrer
- Ian Burn (1939–1993), australischer Konzeptkünstler, Autor und Journalist
- Ian Burns (* 1985), englischer Snookerspieler
- Ian Burns (1939–2015), schottischer Fußballspieler
- Ian Buruma (* 1951), niederländischer Schriftsteller, Journalist und Kommentator

#### C
- Ian Calderon (* 1985), US-amerikanischer Politiker
- Ian Caldwell (* 1976), US-amerikanischer Autor
- Ian Callaghan (* 1942), englischer Fußballspieler
- Ian Callum (* 1954), britischer Automobildesigner
- Ian Cameron (1924–2018), britischer Schriftsteller
- Ian Campbell, 11. Duke of Argyll (1903–1973), schottischer Peer
- Ian Campbell (1926–2007), schottischer Politiker
- Ian Campbell, 12. Duke of Argyll (1937–2001), schottischer Peer
- Ian Campbell (* 1957), australischer Leichtathlet
- Ian Carey (1975–2021), US-amerikanischer House-DJ und Musikproduzent
- Ian Carmichael (1920–2010), britischer Schauspieler
- Ian S. E. Carmichael (1930–2011), britisch-US-amerikanischer Geologe und Geochemiker
- Ian Carr (1933–2009), britischer Jazzmusiker
- Ian Clarke (1931–1997), neuseeländischer Rugby-Union-Spieler
- Ian Clarke (* 1977), irischer Informatiker
- Ian Curtis (1956–1980), britischer Musiker

#### D
- Ian Anthony Dale (* 1978), US-amerikanischer Schauspieler
- Ian Dalrymple (1903–1989), britischer Filmproduzent, Drehbuchautor, Filmeditor und Filmregisseur
- Ian Davidson (* 1950), schottischer Politiker
- Ian Deary (* 1954), britischer Psychologe
- Ian Stuart Donaldson (1957–1993), britischer Musiker
- Ian Duncan (* 1973), britischer Politiker
- Ian Duncan (* 1975), südafrikanischer Schauspieler
- Ian Dury (1942–2000), britischer Musiker und Schauspieler

#### E
- Ian Edmondson (* 1957), US-amerikanischer Freestyle-Skier
- Ian Edmunds (* 1961), australischer Ruderer
- Ian Emes (1949–2023), britischer Animator und Regisseur

#### F
- Ian Falconer (1959–2023), US-amerikanischer Bilderbuchautor und -illustrator, Bühnenbildner und Designer
- Ian Fleming (1888–1969), australischer Schauspieler
- Ian Fleming (1908–1964), britischer Schriftsteller
- Ian Fleming (1935), britischer Chemiker

#### G
- Ian Gillan (* 1945), britischer Sänger
- Ian Gomez (* 1964), US-amerikanischer Schauspieler
- Ian Graham (1923–2017), britischer Archäologe
- Ian Graham (* 1967), englischer Snookerspieler
- Ian Greenfield (* 1930), schottischer Radrennfahrer
- Ian Gut (* 1995), schweizerischer und liechtensteinischer Skirennfahrer

#### H
- Ian Hamilton (1938–2001), britischer Literaturkritiker
- Ian Hamilton (* 1946), kanadischer Schriftsteller
- Ian Holm (1931–2020), britischer Schauspieler
- Ian Hunter (1900–1975), britischer Schauspieler
- Ian Hunter (* 1939), britischer Rockmusiker
- Ian Hunter, US-amerikanischer Tricktechniker
- Ian Hunter (* 1960), australischer Politiker
- Ian McLellan Hunter (1915–1991), britisch-US-amerikanischer Drehbuchautor
- Ian Hutchinson (1948–2002), englischer Fußballspieler
- Ian Hutchinson (* 1979), britischer Motorradrennfahrer
- Ian W. Hutchinson (* 1927), australischer Badmintonspieler

#### J
- Ian Johns (* 1984), US-amerikanischer Pokerspieler
- Ian Jones (1931–2018), australischer Filmproduzent, Drehbuchautor und Regisseur
- Ian Jones (* 1980), Fußballspieler aus den Turks- und Caicosinseln

#### K
- Ian Kershaw (* 1943), englischer Historiker
- Ian Fraser Kilmister, eigentlicher Name von Lemmy Kilmister (1945–2015), britischer Rockmusiker

#### L
- Ian Lawson (1917–1998), britischer Luftwaffenoffizier
- Ian Lawson (1939–2024), englischer Fußballspieler
- Ian Livingstone (* 1949), britischer Autor

#### M
- Ian MacKaye (* 1962), US-amerikanischer Musiker
- Ian MacNaughton (1925–2002), britischer Regisseur und Schauspieler
- Ian Maconachie (um 1905–??), irischer Badmintonspieler
- Ian Martin (Menschenrechtsaktivist) (* 1946), britischer Menschenrechtsaktivist und Diplomat
- Ian Martin (Drehbuchautor) (* 1953), britischer Drehbuchautor
- Ian Matakis (* 1997), US-amerikanischer Pokerspieler
- Ian McAndrew (* 1989), australischer Fußballspieler
- Ian McDiarmid (* 1944), schottischer Schauspieler
- Ian McDonald (Musiker) (1946–2022), britischer Rockmusiker
- Ian McDonald (Autor) (* 1960), britischer Schriftsteller
- Ian Alexander McDonald (1922–1990), australischer Gynäkologe und Geburtshelfer
- Ian McEwan (* 1948), britischer Schriftsteller
- Ian McGuire (* 1964), britischer Schriftsteller, Biograf und Literaturwissenschaftler
- Ian McKellen (* 1939), britischer Schauspieler
- Ian McLagan (1945–2014), britischer Rockmusiker
- Ian Murdock (1973–2015), US-amerikanischer Informatiker

#### N
- Ian Nelson (* 1982), US-amerikanischer Schauspieler
- Ian Nelson (* 1995), US-amerikanischer Schauspieler

#### O
- Ian O’Brien-Docker (* 1977), deutscher Musiker

#### P
- Ian Paice (* 1948), britischer Schlagzeuger
- Ian Paisley (1926–2014), nordirischer Geistlicher und Politiker
- Ian Pearce (1921–2012), australischer Jazzpianist
- Ian Pearce (* 1974), englischer Fußballspieler
- Ian C. Percival (* 1931), britischer theoretischer Physiker
- Ian Piccard (* 1968), französischer Skirennläufer
- Ian Pooley (* 1973), deutscher Musikproduzent und DJ

#### R
- Ian Rankin (* 1960), britischer Schriftsteller
- Ian Ravenscroft, australischer Philosoph
- Ian Ray (* 1957), britischer Marathonläufer
- Ian Read (* 1953), britischer Manager
- Ian Archibald Richmond (1902–1965), britischer Klassischer und Provinzialrömischer Archäologe
- Ian Robinson (* 1952), englischer Squashspieler
- Ian Rush (* 1961), walisischer Fußballspieler

#### S
- Ian Shaw (* 1962), walisischer Jazzsänger
- Ian Smith (1919–2007), rhodesischer Politiker
- Ian Smith (1925–2015), südafrikanischer Cricketspieler
- Ian Smith (* 1957), neuseeländischer Cricketspieler und -kommentator
- Ian Smith (* 1967), englischer Cricketspieler
- Ian Hendrickson-Smith (* 1974), US-amerikanischer Jazzmusiker
- Ian Michael Smith (* 1987), US-amerikanischer Schauspieler
- Ian Snodin (* 1963), englischer Fußballspieler
- Ian Somerhalder (* 1978), US-amerikanischer Schauspieler und Model
- Ian St. John (1938–2021), schottischer Fußballspieler und -trainer
- Ian Stewart (1929–2017), britischer Rennfahrer
- Ian Stewart, Baron Stewartby (1935–2018), britischer Politiker
- Ian Stewart (1938–1985), britischer Musiker
- Ian Stewart (* 1945), britischer Mathematiker
- Ian Stewart (* 1949), britischer Leichtathlet

#### T
- Ian Taylor (* 1954), britischer Hockeyspieler
- Ian Taylor (* 1968), englischer Fußballspieler
- Ian Thompson (* 1949), britischer Marathonläufer
- Ian Thorpe (* 1982), australischer Schwimmer
- Ian Tomlinson (1936–1995), australischer Leichtathlet
- Ian Turner (* 1989), irischer Fußballspieler
- Ian Turner (1925–2010), US-amerikanischer Ruderer

#### U
- Ian Underwood (* 1939), US-amerikanischer Musiker

#### V
- Ian Virgo (* 1981), US-amerikanisch-britischer Film- und Theaterschauspieler
- Ian Voigt, englischer Tonmeister
- Ian Vougioukas (* 1985), griechischer Basketballspieler

#### W
- Ian Wallace (1912–1998), US-amerikanischer Psychologe und Schriftsteller
- Ian Wallace (1933–2021), britischer Ornithologe
- Ian Wallace (1946–2007), britischer Schlagzeuger
- Ian Wilson (1939–2021), britischer Kameramann
- Ian Wilson (1940–2020), südafrikanischer Konzeptkünstler, Mitglied von Art & Language
- Ian Wilson (* 1941), britischer Schriftsteller
- Ian Wilson (* 1964), irischer Komponist
- Ian Wood (* 1964), kanadisch-deutscher Eishockeyspieler
- Ian N. Wood (* 1950), britischer Historiker
- Ian Wright (* 1961), neuseeländischer Ruderer
- Ian Wright (* 1963), englischer Fußballspieler

#### Y
- Ian Young (1911–2003), britischer Sprinter
- Ian Young (1943–2019), schottischer Fußballspieler
- Ian Yule (1931–2020), britischer Soldat, Söldner, Stuntman und Filmschauspieler

#### Z
- Ian Ziering (* 1964), US-amerikanischer Schauspieler

### Familienname
- Janis Ian (* 1951), US-amerikanische Country-Sängerin
- Scott Ian (* 1963), US-amerikanischer Rockmusiker